# Mârșani
Mârșani – wieś w Rumunii, w okręgu Dolj, w gminie Mârșani. W 2011 roku liczyła 4745 mieszkańców.